# 계동초등학교
계동초등학교(Gimhae GyeDong Elementary School)는 대한민국 경상남도 김해시 대청동에 위치한 공립 초등학교이다.

## 학교 연혁
- 2002년 9월 1일: 계동초등학교 개교 (29학급)
- 2005년 1월 31일: 2004년도 전국 100대 교육과정 최우수 초등학교
- 2008년 12월 31일: 2008년 특성화 교육활동 으뜸학교 선정(영화교육)
- 2009년 7월 1일: 『사교육 절감형 창의경영 학교』자율학교 지정 운영(3년간)
- 2010년 11월 30일: 학교 참여 우수 학부모회 교육과학기술부 장관상 수상
- 2010년 12월 28일: 영어 리더학교 교육과학기술부 장관 표창
- 2012년 1월 20일: 경상남도교육청 학교평가 최우수학교 선정
- 2012년 2월 17일: 제 10회 졸업 (총 졸업생수: 2,072명)
- 2012년 3월 2일: 2012 예비꿈나르미 학교 운영, 학교교육과정 혁신형 학교체육활성화 창의경영학교 지정 운영, e-NIE 선도학교 운영

## 학급수
2012년 기준 학급수는 다음과 같다.
- 1학년: 5학급
- 2학년: 6학급
- 3학년: 6학급
- 4학년: 5학급
- 5학년: 7학급
- 6학년: 7학급